# Kuannersooq

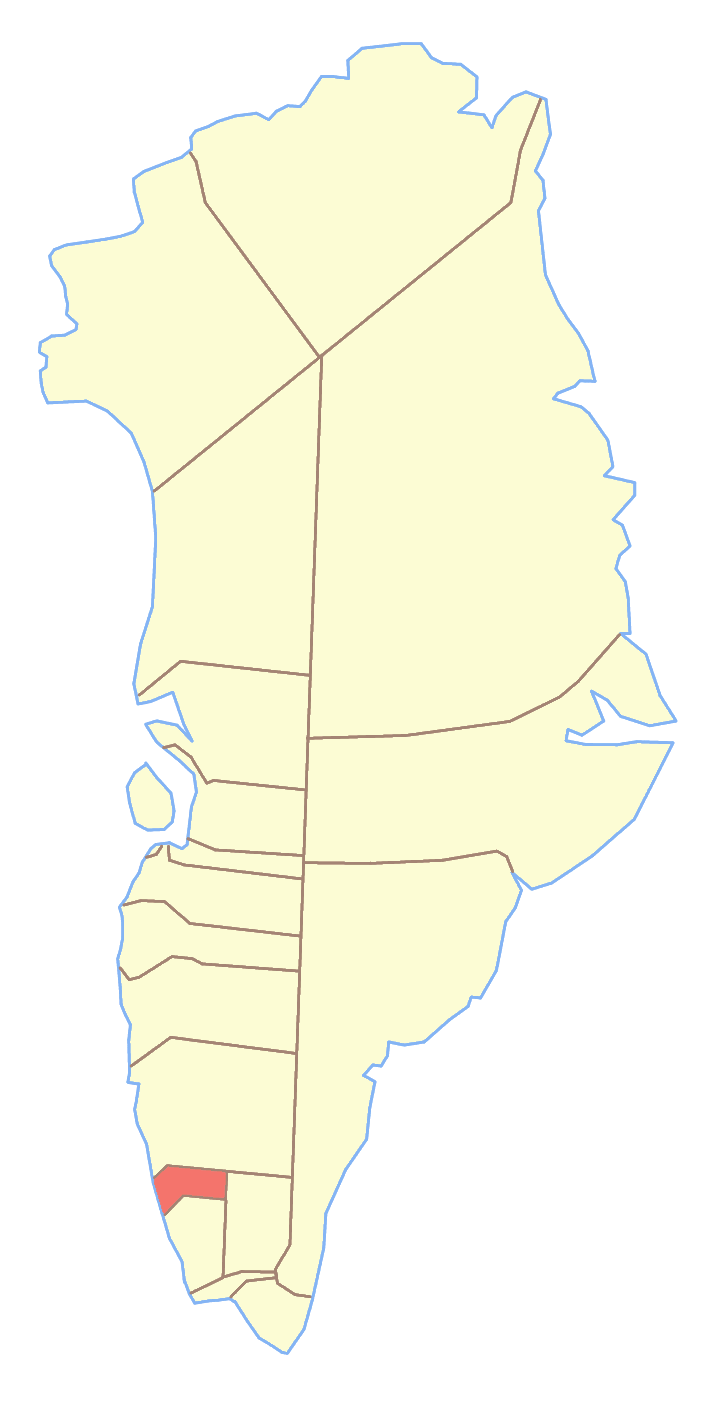
Ex comune di Paamiut, dove si trovava il Kuannersooq

Il Kuannersooq (o Kuánersôq, danese Kvanefjord) è un fiordo della Groenlandia di 50 km. Si trova a 61°58'N 49°20'O; appartiene al comune di Sermersooq.